# Ninia diademata
Espèce
Synonymes
- Streptophorus bifasciatus Duméril, Bibron & Duméril, 1854
- Streptophorus labiosus Bocourt, 1883

Statut de conservation UICN

 LC  : Préoccupation mineure
Ninia diademata  est une espèce de serpents de la famille des Dipsadidae.

## Répartition
Cette espèce se rencontre au Mexique, au Belize, au Guatemala et au Honduras.

## Liste des sous-espèces
Selon The Reptile Database (2 septembre 2013) :
- Ninia diademata diademata Baird & Girard, 1853
- Ninia diademata labiosa (Bocourt, 1883)
- Ninia diademata nietoi Burger & Werler, 1954
- Ninia diademata plorator Smith, 1942

## Publications originales
- Baird & Girard, 1853 : Catalogue of North American Reptiles in the Museum of the Smithsonian Institution. Part 1.-Serpents. Smithsonian Institution, Washington, p. 1-172 (texte intégral).
- Bocourt, 1883, in Duméril, Bocourt & Mocquard, 1870-1909 : Études sur les reptiles, p. 1-1012, in Recherches Zoologiques pour servir à l'Histoire de la Faune de l'Amérique Centrale et du Mexique. Mission Scientifique au Mexique et dans l'Amérique, Imprimerie Impériale, Paris.
- Burger & Werler, 1954 : The subspecies of the ring-necked coffee snake Ninia diademata, and a short biological and taxonomic account of the genus. University of Kansas Science Bulletin, vol. 36, no 10, p. 643-672 (texte intégral).
- Smith, 1942 : A new race of Ninia from Mexico. Copeia, vol. 1942, no 3, p. 152-154.